# Майкл Гіксон
Майкл Гіксон (англ. Michael Hixon, 16 липня 1994, Амхерст, Массачусетс, США) — американський стрибун у воду, срібний призер Олімпійських ігор 2016 року.

## Виступи на Олімпіадах
| Олімпіада | Дисципліна                                | Місце |
| --------- | ----------------------------------------- | ----- |
| Ріо 2016  | стрибки з 3-метрового трампліна           | 10    |
| Ріо 2016  | синхронні стрибки з 3-метрового трампліна | 2     |